# 旧城镇 (盈江县)
旧城镇，是中华人民共和国云南省德宏傣族景颇族自治州盈江县下辖的一个乡镇级行政单位。

## 行政区划
旧城镇下辖以下地区：
旧城村、贺勐村、新民村、东丙村、喊撒村和东山村。

## 中国传统村落
2013年8月，大寨自然村被评为第二批中国传统村落。